# (4243) Nankivell
(4243) Nankivell (1981 GF1) – planetoida z pasa głównego asteroid okrążająca Słońce w ciągu 5,26 lat w średniej odległości 3,02 j.a. Odkryta 4 kwietnia 1981 roku.